# Adrien Briffod
Adrien Briffod (* 2. August 1994 in Vevey) ist ein Schweizer Duathlet und Triathlet. Er ist Schweizermeister Triathlon (2019) und Olympiastarter (2024).

## Werdegang
Adrien Briffod kam bereits als 10-Jähriger zum Triathlonsport und besuchte das Gymnasium de Burier in La Tour-de-Peilz. Er schloss seinen Bachelor in Bauingenieur an der EPFL in Lausanne im Jahr 2020 ab.

### Junioren-Schweizermeister Triathlon 2013
Im August 2013 wurde er Junioren-Schweizermeister Triathlon und eine Woche später konnte er in Ungarn auch sein erstes Rennen im Junioren-Europacup gewinnen.
2015 wurde er in Zofingen Vizeschweizermeister Duathlon. Briffod startet im Elite B-Kader der Nationalmannschaft von Swiss Triathlon. Bei der Studenten-Weltmeisterschaft Triathlon wurde er 2016 in Nyon Sechster.
Bei der U23-Duathlon-Weltmeisterschaft auf der Kurzdistanz wurde er im August 2017 Dritter. Er wird trainiert von Alain Schmutz. In der ITU-Weltmeisterschaftsrennserie 2017 belegte er als bester Schweizer den 28. Rang in der Elite-Klasse.
Im März 2018 wurde Briffod Achter im ersten Rennen der ITU-Weltmeisterschaftsrennserie auf der Triathlon-Kurzdistanz. In der Weltmeisterschaft-Rennserie 2018 belegte er als drittbester Schweizer den 47. Rang. 2019 beendete er die Saison als bester Schweizer auf dem 38. Rang. Im Mai wurde er Schweizermeister Triathlon Sprintdistanz.
Beim Grand Final der ITU World Championship Series 2021 belegte er im August in Edmonton den fünften Rang und in der Gesamtwertung der Weltmeisterschaftsrennserie belegte er als bester Schweizer den elften Rang.

### Silbermedaille European Games 2023
Im Juni 2023 gewann der damals 28-Jährige bei den European Games in Polen die Bronzemedaille im Triathlon hinter dem Norweger Vetle Bergsvik.
Briffod lebt in Vevey.

## Auszeichnungen
- Beim «Swiss Triathlon Award 2017» (Schweizer Triathlet des Jahres) wurde er im Dezember Zweiter hinter Ruedi Wild.[1]

## Sportliche Erfolge
| Datum/Jahr    | Rang | Wettbewerb                          | Austragungsort | Zeit     | Bemerkung |
| ------------- | ---- | ----------------------------------- | -------------- | -------- | --- |
| 19. Aug. 2017 | 3    | ITU Duathlon World Championship U23 | Penticton      | 01:56:59 | U23-Duathlon-Weltmeisterschaft auf der Kurzdistanz; 10. Rang in der Elite-Klasse                                         |
| 17. Mai 2015  | 2    | Schweizer Duathlon-Meisterschaften  | Zofingen       | 01:31:36 | Schweizermeisterschaft beim Intervall-Duathlon (4 km Laufen, 16 km Radfahren, 4 km Laufen, 16 km Radfahren, 4 km Laufen) |

| Datum/Jahr    | Rang | Wettbewerb                                        | Austragungsort | Zeit     | Bemerkung                                                                               |
| ------------- | ---- | ------------------------------------------------- | -------------- | -------- | --------------------------------------------------------------------------------------- |
| 12. Juli 2025 | 10   | ITU World Championship Series 2025                | Hamburg        | 00:51:13 |                                                                                         |
| 16. Feb. 2025 | 5    | ITU World Championship Series 2025                | Abu Dhabi      | 00:48:55 |                                                                                         |
| 31. Juli 2024 | 49   | Olympische Sommerspiele 2024                      | Paris          | 01:52:21 |                                                                                         |
| 25. Mai 2024  | 14   | ITU World Championship Series 2024                | Cagliari       | 01:42:12 | als bester Schweizer                                                                    |
| 28. Juni 2023 | 3    | Europaspiele 2023                                 | Krakau         | 01:46:52 |                                                                                         |
| 13. Mai 2023  | 6    | ITU World Championship Series 2023                | Yokohama       | 01:42:37 |                                                                                         |
| 3. März 2023  | 10   | ITU World Championship Series 2023                | Abu Dhabi      | 00:53:23 |                                                                                         |
| 14. Mai 2022  | 16   | ITU World Championship Series 2022                | Yokohama       | 01:45:19 |                                                                                         |
| 21. Aug. 2021 | 5    | ITU World Championship Series 2021                | Edmonton       | 01:44:24 | Grand Final, Weltmeisterschaftsrennserie                                                |
| 29. Mai 2021  | 2    | ITU Triathlon World Cup                           | Arzachena      | 00:54:52 | hinter Jonathan Brownlee                                                                |
| 15. Mai 2021  | 12   | ITU World Championship Series 2021                | Yokohama       | 01:43:51 |                                                                                         |
| 15. Juni 2019 | 2    | ITU World Championship Series 2019                | Nottingham     | 01:23:55 | in der gemischten Staffel mit Max Studer, Alissa König und Jolanda Annen                |
| 25. Mai 2019  | 1    | Schweizer Meisterschaften Triathlon Sprintdistanz | Sion           | 00:51:03 |                                                                                         |
| 22. Sep. 2018 | 16   | ITU Triathlon World Cup                           | Weihai         | 01:55:38 |                                                                                         |
| 18. März 2018 | 9    | ETU Sprint Triathlon European Cup                 | Gran Canaria   | 00:56:42 |                                                                                         |
| 2. März 2018  | 8    | ITU World Championship Series 2018                | Abu Dhabi      | 00:57:57 | erstes Rennen der Saison                                                                |
| 4. Juni 2017  | 1    | ITU Triathlon World Cup                           | Cagliari       | 00:54:49 | Sieger neben Jolanda Annen bei den Frauen                                               |
| 13. Mai 2017  | 7    | ITU World Championship Series 2017                | Yokohama       | 01:49:26 | [ 2 ]                                                                                   |
| 9. Apr. 2017  | 6    | Internationaler Triathlon Wallisellen             | Wallisellen    | 00:43:21 |                                                                                         |
| 7. Aug. 2016  | 6    | FISU World University Triathlon Championships     | Nyon           | 01:49:01 |                                                                                         |
| 17. Apr. 2016 | 1    | Internationaler Triathlon Wallisellen             | Wallisellen    | 00:45:16 | Sieger im Pro League Race der Männer (600 m Schwimmen, 15 km Radfahren und 4 km Laufen) |
| 29. Aug. 2015 | 4    | Schweizer Triathlon-Meisterschaft                 | Uster          | 00:45:28 | hinter dem Sieger Sven Riederer                                                         |
| 11. Aug. 2013 | 1    | ETU Triathlon Junior European Cup                 | Tiszaujvaros   | 00:37:23 | erster Sieg im Europacup                                                                |
| 4. Aug. 2013  | 1    | Schweizer Triathlon-Meisterschaft Junioren        | Nyon           | 01:04:39 | Schweizermeister Junioren                                                               |
| 20. Apr. 2012 | 15   | ETU Triathlon European Championship Junior Men    | Eilat          | 00:57:09 | Triathlon-Europameisterschaft Junioren                                                  |

(DNF – Did Not Finish)